# Watt

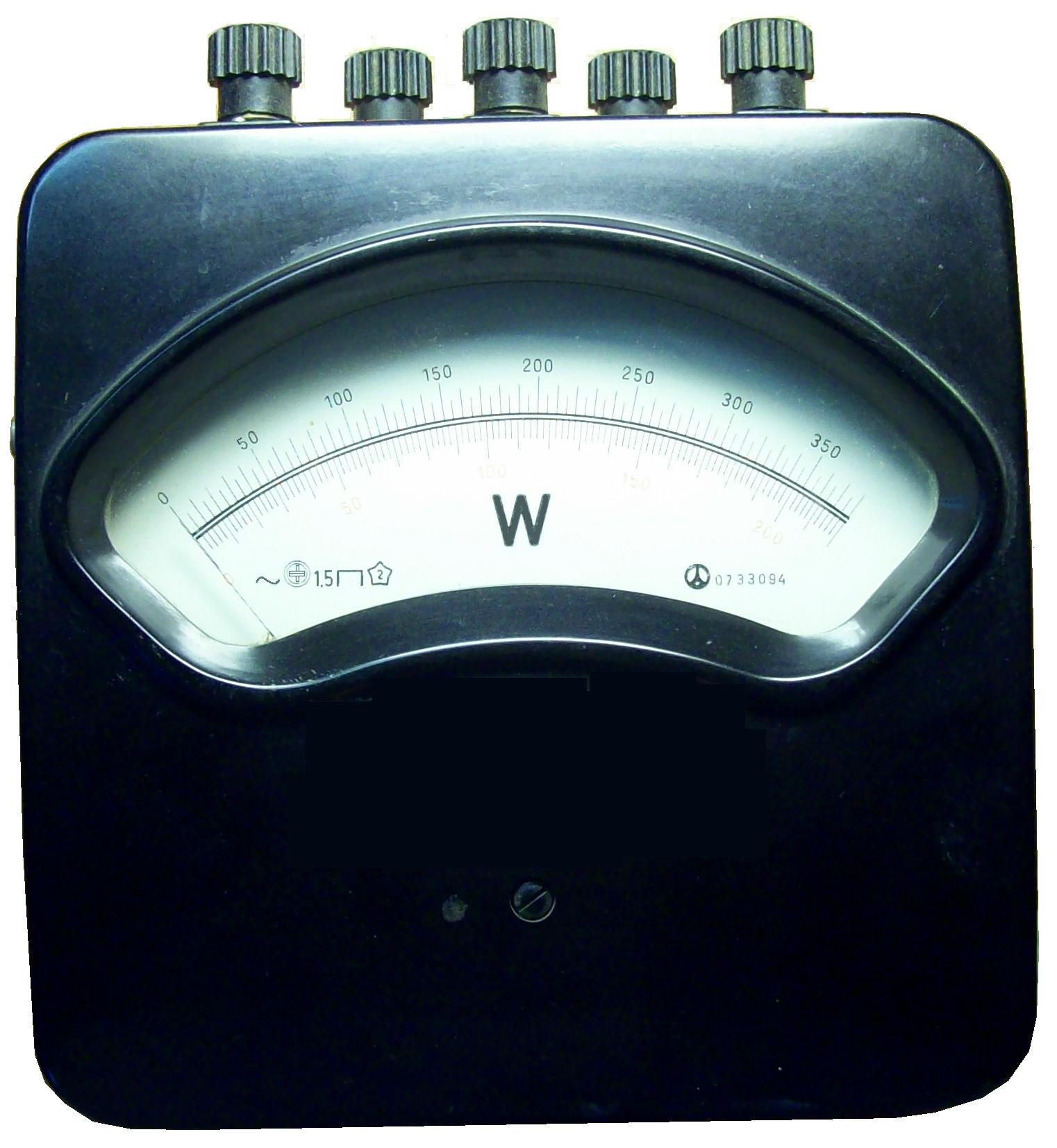
Um wattímetro para medir a potência elétrica.

O watt (símbolo: W), ou vátio, é a unidade de potência do Sistema Internacional de Unidades (SI). É equivalente a um joule por segundo.
A unidade recebeu este nome em homenagem a James Watt, pelas suas contribuições para o desenvolvimento do motor a vapor, e foi adotada pelo segundo congresso da associação britânica para o avanço da ciência em 1882.

## Exemplos
Quando um objeto em velocidade constante de um metro por segundo é antagônico a uma força constante de um newton, a taxa de trabalho é de 1 watt.
{\displaystyle 1~W=1~{\frac {J}{s}}=1~{\frac {N\cdot m}{s}}=1~{\frac {kg\cdot m^{2}}{s^{3}}}}
No eletromagnetismo, um watt é a taxa de trabalho resultante quando um ampere ({\displaystyle A}) de corrente flui através de uma diferença de potencial elétrico de um volt ({\displaystyle V}).

1W = 1V * 1A

Duas conversões de unidades adicionais podem ser obtidas a partir da Lei de Ohm.
{\displaystyle 1~W=1~{\frac {V^{2}}{\Omega }}=1~A^{2}\cdot \Omega }
Onde, ohm ({\displaystyle \Omega }) é a unidade de medida no SI para resistência elétrica.

## Múltiplos e submúltiplos
| Múltiplo | Nome      | Símbolo |  | Submúltiplo | Nome      | Símbolo |
| -------- | --------- | ------- |  | ----------- | --------- | ------- |
| 100      | watt      | W       |  |             |           |         |
| 101      | decawatt  | daW     |  | 10–1        | deciwatt  | dW      |
| 102      | hectowatt | hW      |  | 10–2        | centiwatt | cW      |
| 103      | quilowatt | kW      |  | 10–3        | miliwatt  | mW      |
| 106      | megawatt  | MW      |  | 10–6        | microwatt | µW      |
| 109      | gigawatt  | GW      |  | 10–9        | nanowatt  | nW      |
| 1012     | terawatt  | TW      |  | 10–12       | picowatt  | pW      |
| 1015     | petawatt  | PW      |  | 10–15       | femtowatt | fW      |
| 1018     | exawatt   | EW      |  | 10–18       | attowatt  | aW      |
| 1021     | zettawatt | ZW      |  | 10–21       | zeptowatt | zW      |
| 1024     | yottawatt | YW      |  | 10–24       | yoctowatt | yW      |

## Watt elétrico e térmico

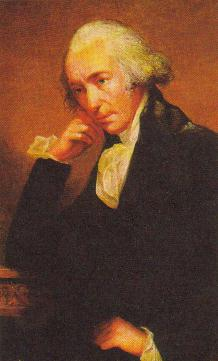
A unidade é uma homenagem ao engenheiro James Watt.

O termo técnico watt elétrico (símbolo: We) corresponde à produção de potência elétrica. Seus múltiplos são  o megawatt elétrico (MWe) e o gigawatt elétrico (GWe').
O termo técnico watt térmico (símbolo : Wt ou Wth) corresponde à produção de potência térmica. Seus múltiplos são o megawatt térmico (MWt ou MWth) e o gigawatt térmico (GWt ou GWth).
Essa distinção é de uso corrente para separar produção elétrica e dissipação térmica de uma central. A potência de uma central é geralmente expressa sob a forma de potência elétrica (em MWe). 
A potência térmica de uma central nuclear é, geralmente, o triplo da sua potência elétrica. A diferença corresponde ao rendimento termodinâmico (diretamente ligado à temperatura de funcionamento) e às perdas de conversão, dado que a transformação de energia térmica em energia elétrica não pode ser feita senão com perdas (o rendimento é da ordem de 30 a 40%), o que explica a magnitude das operações de resfriamento das centrais térmicas. A Central Nuclear Embalse (Argentina), por exemplo, gera 2109 MW de calor (2109 MWth) para somente 648 MW (648MWe) de eletricidade.
Embora de uso corrente, a adoção de símbolos dotados de índices não é recomendada pelo Escritório Internacional de Pesos e Medidas (BIPM), que só considera a existência de um único watt, pois é a quantidade medida que muda, não a unidade utilizada para a medida.

## Em mecânica

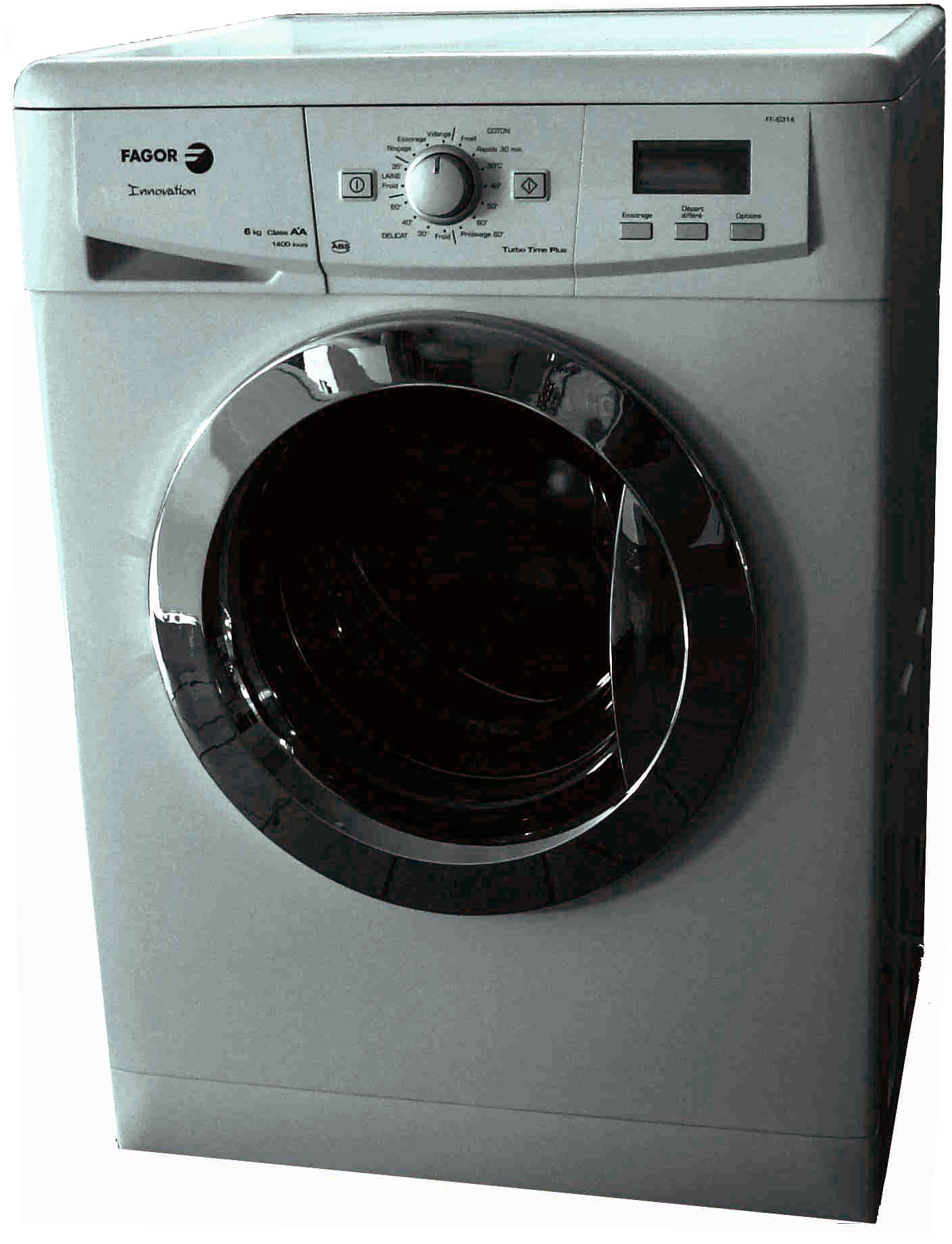
Uma máquina de lavar necessita de uma potência entre 1 e 2,5 kW.

Em mecânica o watt é a potência desenvolvida por uma força de um newton aplicada a um ponto que se move um metro em um segundo. Ou seja, se um ponto sobre o qual se aplica uma força de um newton se move a uma velocidade de 1 m/s, então a potência é igual a 1 watt (1 W = 1 Nm/s):
{\displaystyle P={\frac {F\cdot d}{t}}=\int F\cdot \mathrm {d} v={\frac {\mathrm {d} W}{\mathrm {d} t}}}
onde:
{\displaystyle F} é a força expressa em newtons.
{\displaystyle d} é a distância expressa em metros.
{\displaystyle t} é o tempo expresso em segundos.
{\displaystyle v} é a velocidade expressa em m/s.
{\displaystyle W} é o trabalho expresso em joules.